# Diocesi di Magarmel
La diocesi di Magarmel (in latino: Dioecesis Magarmelitana) è una sede soppressa e sede titolare della Chiesa cattolica.

## Storia
Magarmel, forse identificabile con Aïn-Moughmel nell'odierna Algeria, è un'antica sede episcopale della provincia romana di Numidia.
Sono tre i vescovi documentati di Magarmel. Alla conferenza di Cartagine del 411, che vide riuniti assieme i vescovi cattolici e donatisti dell'Africa romana, presero parte il cattolico Secondo e il donatista Felice. Secondo è ancora documentato nel maggio/luglio 418, quando controfirmò a Cartagine la ritrattazione del presbitero Leporio, che era stato accusato di aver diffuso una dottrina cristologica influenzata dall'eresia pelagiana. Mandouze ritiene che Secondo di Magarmel potrebbe essere documentato in altre due occasioni, benché il suo nome non sia accompagnato dalla sede vescovile di appartenenza: il 13 giugno 407 figurò sulla lista dei giudici designati dal concilio di Cartagine per valutare l'operato di Maurenzio di Tubursico, messo sotto accusa; il suo nome poi appare nelle sottoscrizioni della lettera sinodale del concilio antipelagiano celebrato a Milevi nel 416.
Terzo vescovo noto è Giulio, il cui nome appare al 103º posto nella lista dei vescovi della Numidia convocati a Cartagine dal re vandalo Unerico nel 484; Giulio, come tutti gli altri vescovi cattolici africani, fu condannato all'esilio.
Dal 1933 Magarmel è annoverata tra le sedi vescovili titolari della Chiesa cattolica; dall'11 maggio 2024 il vescovo titolare è Antony Valumkal, vescovo ausiliare di Verapoly.

## Cronotassi

### Vescovi residenti
- Secondo † (prima del 411 - dopo il 418)
  - Felice † (menzionato nel 411) (vescovo donatista)
- Giulio † (menzionato nel 484)

### Vescovi titolari
- Thomas Leo Parker † (17 gennaio 1967 - 7 dicembre 1970 dimesso)
- Gilbert Espinosa Chávez † (9 aprile 1974 - 15 marzo 2020 deceduto)
- Julio Esteban Larrondo Yáñez (26 maggio 2020 - 12 dicembre 2023 nominato prelato di Illapel)
- Antony Valumkal, dall'11 maggio 2024